# Баур, Эрвин
Э́рвин Ба́ур (нем. Erwin Baur; 16 апреля 1875, Ихенхайм — 2 декабря 1933[…], Берлин) — немецкий ботаник и генетик.

## Биография
Получил медицинское образование в университетах Гейдельберга, Фрайбурга, Страсбурга и Киля. В 1903 году защитил во Фрайбурге диссертацию в области микологии. Затем интересы Баура стали смещаться в сторону генетики, и в 1907 году он стал первым исследователем-генетиком в Берлинском университете. С 1911 года Баур был профессором Высшей сельскохозяйственной школы в Берлине, в 1914 г. перешёл в новосозданный Институт генетики. В 1921 года Баур стал одним из соучредителей Общества по изучению наследственности (нем. Deutsche Gesellschaft für Vererbungswissenschaft), а в 1927 году возглавил новоучреждённый Обществом кайзера Вильгельма Институт растениеводства в Мюнхеберге.
Работы Баура посвящены гибридам растений, получению межвидовых гибридов с позиции генетики, изучению факторов роста растений, сортам растений.
Баур разработал принципы генетического (факториального) анализа и изучил различные формы мутаций растения
львиный зев, проведя многолетние исследования генетики этого растения.

## Сочинения
- Einführung in die experimentelle Vererbungsiehre, 5 Aufl., В., 1922;
- Wissenschaftliche Grundlagen der Pflanzenzüchtung, 5 Aufl., B., 1924;
- Untersuchungen über das Wesen, die Entstehung und die Vererbung von Rassenunterschieden bei Antirrhinum majus, B., 1924.